# Juan Jorba
Juan Jorba är en ort i Argentina.   Den ligger i provinsen San Luis, i den centrala delen av landet, 600 km väster om huvudstaden Buenos Aires. Juan Jorba ligger 533 meter över havet och antalet invånare är 201.
Terrängen runt Juan Jorba är platt. Närmaste större samhälle är Villa Mercedes, 18,5 km väster om Juan Jorba.
Trakten runt Juan Jorba består till största delen av jordbruksmark. Runt Juan Jorba är det glesbefolkat, med 8 invånare per kvadratkilometer.